# Edenats
Els edenats (llatí: Edenates o Adanates) foren un poble gal dels Alps esmentat per Plini el vell quan transcriu les inscripcions del Trofeu dels Alps, aixecat per August per commemorar les seves victòries sobre les tribus alpines. Serien el mateix poble que els adanats (llatí adanates) esmentats en una inscripció trobada a Segusio (Susa). Haurien viscut a Sedena (avui Seine, nord de Provença, a la diòcesi d'Embrun), a la rodalia de Digne.